# Colin Greenwood
Colin Greenwood (født 26. juni 1969 i Oxford, England) er en musiker og medlem af bandet Radiohead, hvor han spiller bas.